# Championnat des Fidji de football 1983
Navigation
Saison suivante
La saison 1983 du Championnat des Fidji de football est la septième édition du championnat de première division aux Fidji. Les huit meilleures équipes du pays sont regroupées au sein d'une poule unique, où elles s'affrontent deux fois, à domicile et à l'extérieur. À la fin du championnat, il n'y a ni promotion, ni relégation.
C'est l'équipe de Nadi FC, triple tenant du titre, qui remporte à nouveau la compétition après avoir terminé en tête du classement final, avec un seul point d'avance sur Lautoka FC et deux sur un duo composé de Ba FC et de Suva FC. C'est le cinquième titre de champion des Fidji de l'histoire du club en sept saisons.

## Les clubs participants
| - Ba FC - Lautoka FC - Suva FC - Nasinu FC | - Labasa FC - Nadi FC - Rewa FC - Nadroga FC |

## Compétition
Le barème utilisé pour établir les différents classements est le suivant :
- Victoire : 2 points
- Match nul : 1 point
- Défaite : 0 point

### Classement
| Rang | Équipe     | Pts | J  | G | N | P  | Bp | Bc | Diff |
| ---- | ---------- | --- | -- | - | - | -- | -- | -- | ---- |
| 1    | Nadi FCT   | 20  | 14 | 8 | 4 | 2  | 33 | 13 | +20  |
| 2    | Lautoka FC | 19  | 14 | 8 | 3 | 3  | 39 | 21 | +18  |
| 3    | Ba FC      | 18  | 14 | 8 | 2 | 4  | 41 | 12 | +29  |
| 4    | Suva FC    | 18  | 14 | 8 | 2 | 4  | 29 | 17 | +12  |
| 5    | Rewa FC    | 14  | 14 | 5 | 4 | 5  | 17 | 21 | -4   |
| 6    | Labasa FC  | 11  | 14 | 3 | 5 | 6  | 19 | 30 | -11  |
| 7    | Nadroga FC | 6   | 14 | 3 | 0 | 11 | 21 | 45 | -24  |
| 8    | Nasinu FC  | 3   | 14 | 1 | 1 | 12 | 13 | 53 | -40  |

|  | Champion des Fidji 1983 |
|  | T: Tenant du titre      |

## Bilan de la saison
| Championnat des Fidji de football 1983                             |                    |
| Champion                                                           | Nadi FC (5e titre) |
| Coupes et trophées                                                 |                    |
| Vainqueur de la Coupe des Fidji 1983                               | Non disputée       |
| Promotions et relégations                                          |                    |
| Promus en Championnat des Fidji de football                        | Aucun              |
| Relégués en Championnat des Fidji de football de deuxième division | Aucun              |